# Долинки
Доли́нки — деревня в Конаковском районе Тверской области. Входит в состав Вахонинского сельского поселения.

## География
Находится в юго-восточной части Тверской области на расстоянии приблизительно 3 км на юго-запад по прямой от районного центра города Конаково на левом берегу речки Сучок.

## История
В 1859 году здесь (деревня Клинского уезда Московской губернии) было учтено 7 дворов. В 1913 году деревня состояла из 13 дворов.

## Население
Численность населения: 78 человек (1859 год), 7 (русские 100 %) в 2002 году, 6 в 2010.